# Fabio Volo
Fabio Volo, seudónimo de Fabio Bonetti (Calcinate, provincia de Bérgamo, 23 de junio de 1972), es un actor, escritor, locutor de radio, presentador de televisión, guionista y doblador italiano.

## Biografía
Nació en Calcinate, provincia de Bérgamo, el 23 de junio de 1972, y creció en Brescia, ciudad en la que aún vive su familia. Tras dejar la escuela a los quince años empezó a trabajar en la panadería de sus padres y también pasó unos meses trabajando en Londres para aprender inglés. En 1994 grabó un disco para Media Records, del que salieron unos cuantos singles dance; uno de ellos se titulaba Volo y de ahí su nombre artístico. En 1996 y de la mano de Claudio Cecchetto entró a formar parte de Radio Capital, que se convirtió en un verdadero trampolín.
En 1998 presentó el programa Le iene, versión italiana de Caiga quien caiga, junto a Simona Ventura y Andrea Pellizzari en Italia 1. Desde entonces ha participado en otros programas de televisión entre los que destacan Lo spaccanoci, la serie de programas Italo… para MTV o Volo in diretta, que se emite en RAI 3 desde el 21 de marzo de 2012. 
En el año 2000 empezó a trabajar en la emisora Radio Deejay con su programa Il Volo del mattino, que aún sigue emitiéndose de lunes a viernes de nueve a diez de la mañana (con Maurizio Rossato en el control técnico). El programa, líder de audiencia en su franja horaria, incluye canciones, llamadas con oyentes, poesías y monólogos, y cuenta con las intervenciones de Spank, un perro de dibujos animados. 
En 2010 prestó su voz para leer el poema "Desiderata" de Max Ehrmann dentro del proyecto Parole Note, obra de Maurizio Rossato, un nuevo diálogo entre música y poesía cuyos beneficios se destinan a la fundación Umberto Veronesi. En marzo de 2012 se puso a la venta el segundo volumen de Parole Note.
Sus libros, publicados con Mondadori, han cosechado un gran éxito en Italia, llegando a tener cinco títulos de forma simultánea en la lista de los libros más vendidos. 
En 2012 regresó a la televisión presentando Volo in diretta en Rai 3, un magazine nocturno que se emitía tres veces por semana y que contó con invitados como Niccolò Ammaniti, Erri de Luca, Luciana Littizzetto, Daniele Silvestri o Carolina Crescentini. También se emitieron entrevistas con Noam Chomsky, Franco Battiato, Vasco Rossi, Corrado Augias o Martin Schulz, entre otros. Los italianos …A Toys Orchestra fueron los elegidos para poner banda sonora en directo al programa. Su canción Midnight revolution, además, fue la sintonía. El programa acababa con Fabio Volo "viajando" a alguna ciudad o a algún lugar, vestido siempre de negro, como en el programa, y enganchando un post-it con una frase escrita mientras sonaba una versión de Across the Universe. El post-it del primer programa, que se enganchó en una azotea de Nueva York, decía "Eres infinito". El programa volverá a emitirse en otoño de 2012. 
Actualmente vive en Milán, aunque pasa temporadas en Roma (sobre todo por trabajo) y en Nueva York, donde tiene previsto abrir una panadería en el futuro.

## Obra

### Novelas
- Esco a fare due passi, Milán, A. Mondadori, 2001. ISBN 88-04-48394-6
- È una vita che ti aspetto, Milán, A. Mondadori 2003. ISBN 88-04-50411-0
- Un posto nel mondo, Milán, A. Mondadori 2006. ISBN 88-04-53879-1 (UN LUGAR EN EL MUNDO ISBN   978-84-9989-933-6)
- Un día más (Il giorno in più, 2007), trad. de Patricia Orts García, Suma de Letras, 2009. ISBN 978-84-8365-113-1
- El tiempo que querría (Il tempo che vorrei, 2009), trad. de César Palma Hunt, Plaza & Janés, 2011. ISBN 978-84-01-33920-2
- Le prime luci del mattino, Milán, A. Mondadori, 2011. ISBN 978-88-04-61389-3
- La strada verso casa, Milán, A. Mondadori, 2013. ISBN 978-88-04-63357-0

### Relatos
- Dall'altra parte del binario, Milán, con el Corriere della Sera, 2007
- La mela rossa, Milán, con el Corriere della Sera, 2008
- La mia vita, Milán, con el Corriere della Sera, 2011

## Filmografía

### Actor
- Casomai (2002), dirigida por Alessandro D'Alatri
- Playgirl (2002), dirigida por Fabio Tagliavia
- La febbre (2005), dirigida por Alessandro D'Alatri
- Manuale d'amore 2 - Capitoli successivi (2007), dirigida por Giovanni Veronesi
- Uno su due (2007), dirigida por Eugenio Cappuccio
- Bianco e nero (2008), dirigida por Cristina Comencini
- Matrimoni e altri disastri (2010), dirigida por Nina Di Majo
- Figli delle stelle (2010), dirigida por Lucio Pellegrini
- Niente paura (2010), dirigida por Piergiorgio Gay
- Un día más (2011), dirigida por Massimo Venier y basada en su libro homónimo Un día más

### Guionista
- Uno su due (2007), dirigida por Eugenio Cappuccio
- Il giorno in più (2011), dirigida por Massimo Venier

### Doblador
- Opopomoz (2003), dirigida por Enzo D'Alò (voz de Farfaricchio)
- Kung Fu Panda (2008), dirigida por Mark Osborne y John Stevenson (voz de Po en la versión italiana)
- Kung Fu Panda: los secretos de los cinco furiosos (2009), dirigida por Raman Hui (voz de Po en la versión italiana, I segreti dei cinque cicloni)
- Kung Fu Panda 2 (2011), dirigida por Jennifer Yuh (voz de Po en la versión italiana)

### Televisión
- Le iene, Italia 1 (1998-2001), versión italiana de Caiga quien caiga
- Ca' Volo, MTV Italia (2001-2002)
- Il Volo, La7 (2001-2002)
- Il coyote, MTV Italia (2003)
- Smetto quando voglio, Italia 1 (2003)
- Lo spaccanoci, Italia 1 (2005)
- Italo Spagnolo, MTV Italia (2006)
- Italo Francese, MTV Italia (2007)
- Italo Americano, MTV Italia (2008)
- Volo in diretta, Rai 3 (2012)